# Stargate Studios
Pour les articles homonymes, voir Stargate (homonymie).
Stargate Studios est un studio d'effets spéciaux basé à South Pasadena, Californie. Il a été fondé en 1989 par Sam Nicholson. Le studio produit de nombreux effets spéciaux et de tournage devant des fonds verts (Virtual Backlot) pour de grandes séries américaines, comme The Walking Dead ou  Heroes pour laquelle il a remporté un Primetime Emmy Award pour les meilleurs effets spéciaux.
Stargate Studios a ouvert une filiale en Allemagne en 2012.

## Filmographie
- The Walking Dead
- Heroes
- Rêves et Cauchemars  (Nightmares and Dreamscapes: From the Stories of Stephen King)
- Defying Gravity

Californication (série télévisée)